# نیکولا کزله
نیکولا کَزَله (فرانسوی: Nicolas Cazalé‎؛ زادهٔ ۲۴ آوریل ۱۹۷۷) یک هنرپیشه و مدل اهل فرانسه است.
از فیلم‌ها یا مجموعه‌های تلویزیونی که وی در آن‌ها نقش داشته‌است می‌توان به آنای آشفته اشاره نمود.
او در سال ۲۰۰۵ میلادی در «جشنواره بین‌المللی فیلم نیوپورت»، برندهٔ جایزهٔ «بهترین بازیگر مرد» از هیئت داوران جشنواره شد. او در سال ۲۰۰۸ میلادی نیز برندهٔ «جایزه شوتینگ استارز» شد.